# Leopold Figl
Leopold Figl (født 2. oktober 1902, død 9. maj 1965) var en østrigsk politiker for ÖVP, og han var landets første forbundskansler efter 2. verdenskrig.

## Biografi
Figl blev født i Rust i Niederösterreich, som søn af en bondefamilie, hvor han havde fire søstre og fire brødre. Han blev diplomingeniør i landbrugsvidenskab fra Universität für Bodenkultur Wien i 1931 og blev to år senere formand for Niederösterreichischer Bauernbund, som var et konservativt bondeparti.
Efter Engelbert Dollfuß' magtkup blev Figl leder af den paramilitære organisation Ostmärkische Sturmscharen i Niederösterreich. Efter "Anschluss" deporterede nazisterne Figl til koncentrationslejren Dachau i 1938, hvorfra han først blev løsladt i maj 1943. Han arbejdede derefter som ingeniør i olieindustrien, men blev atter arresteret i oktober 1944 og bragt til koncentrationslejren Mauthausen-Gusen. I februar 1945 blev han dømt til døden for højforræderi, hvor han blev indsat i en dødscelle i Wien.
Med afslutningen af 2. verdenskrig blev østrig besat af De Allierede og den russiske militærkommandant bad Leopold Figl om at stå i spidsen for fødevareforsyningen i Wien. Den 14. april 1945 gendannede han Bauernbund og indlemmede det i det konservative østrigske folkeparti ÖVP, som blev dannet tre dage senere. Figl blev valgt som partiets næstformand, og den 27. april blev han provisorisk delstatsformand for Niederösterreich samt statssekretær i Karl Renners provisoriske regering.
Det første frie valg i Østrig siden 1934 blev afholdt i november 1945, hvor ÖVP fik absolut flertal. Leopold Figl blev herefter foreslået som forbundskansler, og han tiltrådte posten den 20. december. Efter krav fra De Allierede blev der dannet en stor koalition med SPÖ, men på grund af intern kritik i ÖVP af for stor kompromisvilje overfor SPÖ afløste Julius Raab Leopold Figl som partiformand i 1951. Julius Raab blev Østrigs første folkevalgte forbundskansler i 1953.
Figl blev udenrigsminister i Raabs regering, og han spillede en aktiv rolle i fuldbyrdelsen af Østrigs Statstraktat i 1955. I 1959 blev Figl afløst af Bruno Kreisky som udenrigsminister, og Figl blev herefter i perioden frem til 1962 formand for Nationalrådet. Fra 1962 blev han delstatsformand i Niederösterreich.
Kort efter fik Figl konstateret nyrekræft. ÖVP ønskede i 1965 at opstille ham til valget som forbundspræsident, hvilket han dog afviste. To og en halv måned senere døde han af sin sygdom. Figls ligtog blev den 14. maj under stor offentlig deltagelse ført fra parlamentet over Ringstraße til Heldenplatz, hvor der blev afholdt en mindehøjtidelighed. Figl er begravet i en æresgrav på Wiener Zentralfriedhof.